# Bob-Weltmeisterschaft 1938
Die 7. Bob-Weltmeisterschaft wurde am 29. und 30. Januar 1938 zunächst im Viererbob auf der Olympia-Bobbahn im deutschen Wintersportort Garmisch-Partenkirchen, dem Austragungsort der Olympischen Winterspiele von 1936, und am 9. und 10. Februar 1938 im Zweierbob auf der Olympia-Eisbahn im schweizerischen St. Moritz ausgetragen.

## Viererbob
Zu den Viererbob-Weltmeisterschaften auf der Olympia-Bobbahn am Riessersee hatten sich neben den üblichen Teams aus Europa auch wieder ein Team aus den USA angemeldet. Der Bronzemedaillengewinner im Viererbob vom Vorjahr, Donald „Donna“ Fox war mit seiner Crew, bestehend aus Clifford Gray, James Bickford und Bill Dupree Mitte Januar 1938 per Schiff nach Europa gereist und kam rechtzeitig in Oberbayern an. Gleichzeitig sollte Fox in einer Art Funktionärsfunktion bei Gesprächen die Ausrichtung der nächsten Bob-WM in Lake Placid unter Dach und Fach bringen. Allerdings hatte der New Yorker nicht die besten Erinnerungen an die nicht unumstrittene Bobbahn, war er doch bei den Olympischen Spielen im Training gestürzt und durch einen anderen Piloten ersetzt worden. Francis Tyler wurde mit der Crew von Donna Fox Sechster im olympischen Viererbob-Wettbewerb. Nun wollte Fox es besser machen, doch bereits im Training ging er das Rennen zu forsch an und sein Bob flog in der berüchtigten Bayern-Kurve aus der Bahn. Fox verletzte sich an der Wirbelsäule, Anschieber Clifford Gray brach sich zwei Rippen. Damit war das Kapitel Weltmeisterschaft für die Amerikaner schon erledigt, denn Pilot Donna Fox musste noch eine Weile im Krankenhaus verbringen. Dass diese Verletzung letztlich seine Sportlerkarriere beendete, konnte er zu diesem Zeitpunkt allerdings noch nicht ahnen.
Darüber hinaus nahm mit der Schweiz eine weitere Bob-Nation nicht an der WM teil. Offizieller Grund waren die zur gleichen Zeit stattfindenden Schweizer Viererbob-Meisterschaften, an denen allerdings kein Spitzenathlet teilnahm, denn die Schweizer Asse Capadrutt und Musy waren mit Aufgaben der Landesverteidigung betraut. Wahrer Grund war wohl letztlich die Verstimmung zwischen dem schweizerischen und dem deutschen NOK, die beim Amateurstatus für Olympiaathleten bei Winterspielen gegensätzliche Meinungen hatten. Die fehlende Konkurrenz focht den Titelverteidiger, den Briten McEvoy nicht an. Bereits im ersten Lauf hatte das Enfant terrible der Bobszene die Konkurrenz mit Wettkampfbestzeit geschockt. Lokalmatador Hanns Kilian, der nach seinen Differenzen mit dem deutschen Sportführer Hans von Tschammer und Osten vor heimischer Kulisse wieder starten durfte, lag nach dem ersten Tag schon fast zwei Sekunden zurück. Vor ihn hatte sich noch der Thüringer Gerhard Fischer geschoben, allerdings nur mit dem hauchdünnen Vorsprung von einer Hundertstelsekunde. Für eine weitere positive Überraschung sorgte der Bob Österreich I mit den Lorenz-Brüdern, der sich auf Rang vier mit reichlich 2 Sekunden Rückstand zu Kilian einfand. Für damalige Bahnverhältnisse war bei diesem Rückstand ein Medaillengewinn kein Ding der Unmöglichkeit.
Der zweite Wettkampftag begann mit einer großen Überraschung. McEvoy verriss seinen dritten Lauf komplett und verlor über zweieinhalb Sekunden auf Kilian. Nun führte der dreifache Weltmeister aus Garmisch mit 25 Hundertstelsekunden Vorsprung vor dem Briten. Doch im letzten Lauf versagten dem Bayer die Nerven. Während Kilian fast zwei Sekunden langsamer als im dritten Lauf war, fuhr McEvoy seine zweitbeste Laufzeit und gewann am Ende noch recht souverän mit über 3 Sekunden Vorsprung seinen dritten Weltmeistertitel. Im Rennen um Silber fehlten Gerhard Fischer am Ende reichlich sieben Zehntelsekunden auf Kilian, so dass Fischer Bronze gewann. Die Konkurrenz dahinter fuhr am zweiten Tag deutlich schlechter, schon der französische Bob auf Rang vier lag fast sieben Sekunden hinter dem Bronzeplatz.
| Platz | Land   | Sportler                                                     | 1. Lauf | 2. Lauf | 1. Tag  | 3. Lauf | 4. Lauf | Gesamt  |
| ----- | ------ | ------------------------------------------------------------ | ------- | ------- | ------- | ------- | ------- | ------- |
| 1     | GBR    | Frederick McEvoy David Looker Charles Green Chris Mackintosh | 1:22,14 | 1:24,59 | 2:46,73 | 1:29,38 | 1:24,23 | 5:40,32 |
| 2     | GER II | Hanns Kilian Werner Windhaus Bobby Braumüller Franz Kemser   | 1:24,02 | 1:24,59 | 2:48,61 | 1:26,83 | 1:28,62 | 5:44,06 |
| 3     | GER I  | Gerhard Fischer Lohfeld H. Fischer Rolf Thielecke            | 1:23,45 | 1:25,15 | 2:48,60 | 1:29,09 | 1:27,13 | 5:44,84 |
| 4     | FRA    | Louis Balsan ?                                               |         |         | 2:50,95 | 1:30,34 | 1:28,29 | 5:51,79 |
| 5     | AUT I  | Franz Lorenz Richard Lorenz ?                                | 1:25,08 | 1:25,76 | 2:50,84 | 1:29,00 | 1:33,29 | 5:53,13 |
| 6     | ITA    | Francesco De Zanna ?                                         |         |         | 2:57,07 | 1:30,48 | 1:33,38 | 6:00,93 |
| 7     | AUT II | Karl Wagner Josef Fuchs ?                                    | 1:26,81 | 1:30,62 | 2:57,43 | 1:34,63 | 1:33,36 | 6:05,72 |

## Zweierbob
Als Abschluss einer Sportwoche, bei es auch bereits hochkarätig besetzte Bobrennen gab, fand nun schon zum vierten Mal ein Teil der Bob-Weltmeisterschaften in St. Moritz statt. Sahen die Zuschauer bis dahin immer die Viererbobs, gingen nun erstmals die Zweierbobs, in der Schweiz auch Boblets genannt, an den Start. Titelverteidiger war der frisch gekürte Viererbob-Weltmeister, der Brite McEvoy, am Start waren neben den Deutschen Gerhard Fischer und dem Viererbob-Weltmeister von 1931, Werner Zahn, auch der Schweizer Fritz Feierabend und der eigentlich als Automobilrennfahrer bekannte Schweizer Hans Ruesch. Aus Übersee vertrat Jack Heaton die amerikanischen Farben, aber auch aus Kanada war ein Bob am Start. Die Überraschung des ersten Wettkampftages war letztlich nicht die Führung von Gerhard Fischer, sondern der zweite Platz des bis dahin eher nur Fachleuten bekannten Max Houben aus Belgien. Auch der vierte Platz von Titelverteidiger McEvoy, den er sich zeitgleich mit Fritz Feierabend teilt, war nicht unbedingt erwartet worden. Allerdings waren auf der gut präparierten Ban die Zeitabstände seit Jahren eher klein, so dass selbst der auf Platz acht liegende Hans Ruesch noch Medaillenhoffnungen hegen konnte.
Wie so oft entschied sich der Wettkampf schon im dritten Lauf, wobei die Horseshoe -Kurve der gefürchtete Scharfrichter wurde. Während Max Houben und Jack Heaton wertvolle Zehntelsekunden verloren, Gerhard Fischer unbeirrt Laufbestzeiten fuhr und sich somit den Weltmeistertitel sicherte, entbrannte ein Zweikampf zwischen McEvoy und Feierabend. Nach dem dritten Lauf lag der Schweizer mit zwei Zehntelsekunden Vorsprung auf dem Silberrang. McEvoy konterte jedoch im letzten Lauf und nahm Feierabend die entscheidenden drei Zehntelsekunden ab, so dass er letztlich mit einem Zehntelsekunden-Vorsprung vor Feierabend Silber erringen konnte. Max Huben belegte den vierten Platz mit nur einer halben Sekunde Rückstand auf Bronze.
| Platz | Land   | Sportler                       | 1. Lauf | 2. Lauf | 1. Tag | 3. Lauf | 4. Lauf | Gesamt |
| ----- | ------ | ------------------------------ | ------- | ------- | ------ | ------- | ------- | ------ |
| 1     | GER I  | Gerhard Fischer Rolf Thielecke | 1:23,6  | 1:22,3  | 2:45,9 | 1:24,1  | 1:24,0  | 5:34,0 |
| 2     | GBR I  | Frederick McEvoy Charles Green | 1:23,9  | 1:23,4  | 2:47,3 | 1:24,3  | 1:24,4  | 5:36,0 |
| 3     | SUI I  | Fritz Feierabend Joseph Beerli | 1:23,5  | 1:23,8  | 2:47,3 | 1:24,1  | 1:24,7  | 5:36,1 |
| 4     | BEL II | Max Houben Jacques Mouvet      | 1:23,3  | 1:23,4  | 2:46,7 |         |         | 5:36,6 |
| 5     | USA    | Jack Heaton James Bickford     | 1:23,4  | 1:23,6  | 2:47,0 |         |         | 5:37,1 |
| 6     | GER II | Werner Zahn Gatzsch            | 1:23,2  | 1:24,7  | 2:47,9 |         |         | 5:37,2 |
| 7     | BEL I  | René Lunden Beauffort          | 1:24,3  | 1:24,0  | 2:48,3 |         |         | 5:38,0 |
| 8     | SUI II | Hans Ruesch René Fonjallaz     | 1:24,6  | 1:23,8  | 2:48,4 |         |         | 5:39,8 |

## Medaillenspiegel
| Platz | Land                   | Gold | Silber | Bronze | Gesamt |
| ----- | ---------------------- | ---- | ------ | ------ | ------ |
| 1     | Deutsches Reich        | 1    | 1      | 1      | 3      |
| 2     | Vereinigtes Königreich | 1    | 1      | 0      | 2      |
| 3     | Schweiz                | 0    | 0      | 1      | 1      |